# Elmer Niklander
Elmer Konstantin Niklander (Rutajärvi, 19 de janeiro de 1890 - Helsinque, 12 de novembro de 1942) foi um atleta finlandês, campeão olímpico em Antuérpia 1920.
Atleta de campo, participou dos Jogos Olímpicos pela primeira vez em Estocolmo 1912, conquistando as medalha de prata e de bronze em duas provas que só existiram naquela edição, o arremesso de peso e o lançamento de disco com ambas as mãos.
Voltou aos Jogos em 1920, para se tornar o campeão olímpico do lançamento de disco em Antuérpia, quando também conquistou uma medalha de prata no arremesso de peso. Competiu até 1924, depois de vencer mais de 44 torneios diferentes em seu país.
Elmer, que tinha o apelido de 'Canhão de Oitin', se tornou um atleta de nível olímpico praticando os arremessos no jardim de sua casa e participando de torneios entre bombeiros na Finlândia.